# Die Walküre

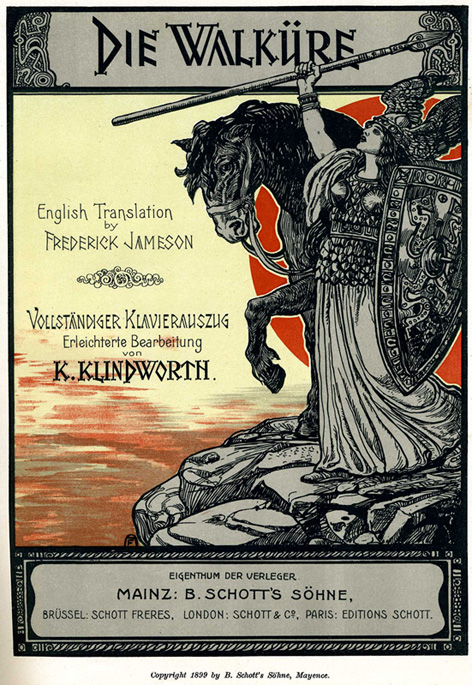

Die Walküre, WWV 86 là vở opera 3 màn của nhà soạn nhạc người Đức Richard Wagner. Lời và nhạc của tác phẩm đều do ông viết. Đây là phần thứ hai trong bộ tứ vở nhạc kịch đồ sộ mang tên Der Ring des Nibelungen. Cốt truyện trong vở opera Die Walküre xuất phát từ thần thoại của bán đảo Scandinavia được kể trong Volsunga Saga và Poetic Edda. Walküre là tên gọi tiếng Đức của các tiểu nữ thần phục vụ cho vị thần tối cao Odin nổi tiếng của thần thoại Bắc Âu. Đoạn nhạc nổi tiếng nhất của tác phẩm là Cuộc dạo chơi của các Valkyrie. (Valkyrie là từ tiếng Anh của Walküre)

## Hoàn cảnh sáng tác
Có một điều đáng chú ý là khi sáng tác Die Walküre, Wagner đang mê đắm Mathilde Wesendonck khi hai cặp vợ chồng Wesendonck-Wagner quen biết nhau tại Zürich, Thụy Sĩ (Wagner khi đó có người vợ tên Minna, người vợ sau này của ông là Cosima (mối quan hệ giữa nhà soạn nhạc này với Cosima là đáng chú ý hơn vì Cosima là con của Franz Liszt, mà Liszt và Wagner lại cùng chung quan điểm sáng tác âm nhạc và muốn có những phá cách trong sáng tác, tức là họ bỏ qua những cố gắng mà các tiền bối của họ đạt được)). 

## Biểu diễn
Tác phẩm được trình diễn lần đầu tiên tại Königliches Hof-und National-Theater ở Munich, vào ngày 26 tháng 6 năm 1870. Wagner định rằng vở opera sẽ được trình diễn như là một phần của chu kỳ hòa chỉnh, nhưng ông đã bị bắt buộc phải thực hiện theo yêu cầu của Ludwig II của Bayern. Vở opera được trình diễn như một phần của một chu kỳ hòa thiện vào ngày 14 tháng 8 năm 1876 tại Lễ hội Bayreuth của Wagner. Tác phẩm này đặt chân đến Mỹ khi có buổi công diễn tại Academy of Music ở New York vào ngày 2 tháng 4 năm 1877. 